# Portomaso Business Tower
Visão desde a Vjal Portomaso.
O Portomaso Business Tower é o edifício mais alto de Malta. A torre está localizada na área de Portomaso, em St. Julian's, uma cidade ao norte da capital do país, Valeta. Inaugurado em 2001, possui 98 metros de altura e 23 andares no total, utilizados como escritórios comerciais.
Os seis primeiros andares possuem 465 m2 de espaço, enquanto que o restante possui 295 m2 cada. O piso principal é ocupado por um centro comercial, enquanto que no último andar está localizada uma discoteca com vista para a ilha. Conta ainda com dois cassinos, um deles sede do torneio de pôquer conhecido como Battle of Malta em 2012 e 2013.